# Los Angeles Lakers 1961-1962
La stagione 1961-62 dei Los Angeles Lakers fu la 14ª nella NBA per la franchigia.
I Los Angeles Lakers vinsero la Western Division con un record di 54-26. Nei play-off vinsero la finale di division con i Detroit Pistons (4-2), perdendo poi la finale NBA con i Boston Celtics (4-3).

## Western Division
| Squadra           | V  | P  | %    | GB |
| ----------------- | -- | -- | ---- | -- |
| L.A. Lakers       | 54 | 26 | 67,5 | -  |
| Cincinnati Royals | 43 | 37 | 53,8 | 11 |
| Detroit Pistons   | 37 | 43 | 46,3 | 17 |
| St. Louis Hawks   | 29 | 51 | 36,3 | 25 |
| Chicago Packers   | 18 | 62 | 22,5 | 36 |

## Roster
| \| Pos. \| Num. \| Naz. \| Nome \| Altezza \| Peso \| Data nascita \| Provenienza \| \| ---- \| ---- \| ---- \| -------------- \| ------- \| ------ \| ------------ \| -------------------------------- \| \| A \| 22 \| \| Baylor, Elgin \| 196 cm \| 102 kg \| 16-09-1934 \| Seattle \| \| C \| 14 \| \| Felix, Ray \| 211 cm \| 100 kg \| 10-12-1930 \| Manchester (ABL) (United States) \| \| A \| 20 \| \| Hawkins, Tom \| 196 cm \| 95 kg \| 22-12-1936 \| Notre Dame \| \| G \| 33 \| \| Hundley, Rod \| 193 cm \| 84 kg \| 26-10-1934 \| West Virginia \| \| A/C \| 54 \| \| Jolliff, Howie \| 201 cm \| 99 kg \| 20-07-1938 \| Ohio \| \| A/C \| 32 \| \| Krebs, Jim \| 203 cm \| 104 kg \| 08-09-1935 \| Southern Methodist \| \| A/C \| 35 \| \| LaRusso, Rudy \| 201 cm \| 100 kg \| 11-11-1937 \| Dartmouth \| \| G \| 52 \| \| McNeill, Bob \| 185 cm \| 77 kg \| 22-10-1938 \| Saint Joseph's \| \| G/AP \| 11 \| \| Selvy, Frank \| 191 cm \| 82 kg \| 09-11-1932 \| Furman \| \| G/AP \| \| \| Sims, Bob \| 196 cm \| 100 kg \| 09-10-1938 \| Pepperdine \| \| G \| 21 \| \| Smith, Bobby \| 193 cm \| 86 kg \| 20-08-1937 \| West Virginia \| \| G/AP \| 44 \| \| West, Jerry \| 188 cm \| 79 kg \| 28-05-1938 \| West Virginia \| \| C \| 55 \| \| Yates, Wayne \| 203 cm \| 107 kg \| 07-11-1937 \| Memphis \| | Allenatore - Fred Schaus Legenda - (C) Capitano - (FA) Free agent - (S) Sospeso - (TW) Contratto Two-way - (GL) Assegnato a squadra G League affiliata - Infortunato Roster • Transazioni · Ultima transazione: 26 marzo 1962 |                        |                |         |        |              |                                  |
| Pos. | Num. | Naz.                   | Nome           | Altezza | Peso   | Data nascita | Provenienza                      |
| A | 22 | Stati Uniti (bandiera) | Baylor, Elgin  | 196 cm  | 102 kg | 16-09-1934   | Seattle                          |
| C | 14 | Stati Uniti (bandiera) | Felix, Ray     | 211 cm  | 100 kg | 10-12-1930   | Manchester (ABL) (United States) |
| A | 20 | Stati Uniti (bandiera) | Hawkins, Tom   | 196 cm  | 95 kg  | 22-12-1936   | Notre Dame                       |
| G | 33 | Stati Uniti (bandiera) | Hundley, Rod   | 193 cm  | 84 kg  | 26-10-1934   | West Virginia                    |
| A/C | 54 | Stati Uniti (bandiera) | Jolliff, Howie | 201 cm  | 99 kg  | 20-07-1938   | Ohio                             |
| A/C | 32 | Stati Uniti (bandiera) | Krebs, Jim     | 203 cm  | 104 kg | 08-09-1935   | Southern Methodist               |
| A/C | 35 | Stati Uniti (bandiera) | LaRusso, Rudy  | 201 cm  | 100 kg | 11-11-1937   | Dartmouth                        |
| G | 52 | Stati Uniti (bandiera) | McNeill, Bob   | 185 cm  | 77 kg  | 22-10-1938   | Saint Joseph's                   |
| G/AP | 11 | Stati Uniti (bandiera) | Selvy, Frank   | 191 cm  | 82 kg  | 09-11-1932   | Furman                           |
| G/AP | | Stati Uniti (bandiera) | Sims, Bob      | 196 cm  | 100 kg | 09-10-1938   | Pepperdine                       |
| G | 21 | Stati Uniti (bandiera) | Smith, Bobby   | 193 cm  | 86 kg  | 20-08-1937   | West Virginia                    |
| G/AP | 44 | Stati Uniti (bandiera) | West, Jerry    | 188 cm  | 79 kg  | 28-05-1938   | West Virginia                    |
| C | 55 | Stati Uniti (bandiera) | Yates, Wayne   | 203 cm  | 107 kg | 07-11-1937   | Memphis                          |